# سیکو تکنولوژی
سیکو تکنولوژی (انگلیسی: SICO Technology) شرکت فناوری اطلاعات مصری است، که در سال ۲۰۰۳ تأسیس شد.